# Селище відділення № 2 радгоспу «Усть-Медведицький»
Селище відділення № 2 радгоспу «Усть-Медведицький» (рос. отделения № 2 совхоза «Усть-Медведицкий») — селище у Серафимовицькому районі Волгоградської області Російської Федерації.
Населення становить 59 осіб. Входить до складу муніципального утворення Піщановське сільське поселення.

## Історія
Селище розташоване у межах українського історичного та культурного регіону Жовтий Клин.
Згідно із законом від 24 грудня 2004 року № 979-ОД органом місцевого самоврядування є Піщановське сільське поселення.

## Населення
| 2010 |
| ---- |
| 59   |